# Анисов, Степан Тимофеевич
Ани́сов Степа́н Тимофе́евич (2 [15] марта 1910, хутор Полтавозвонаревский ныне Новоанненский район, Волгоградская область — 11 июня 1972, Волгоград) — телефонист взвода связи мотострелкового батальона 7-й гвардейской механизированной бригады (3-й гвардейский механизированный корпус, 47-я армия, Воронежский фронт), гвардии красноармеец, Герой Советского Союза.

## Биография
Родился 2 (15) марта 1910 года на хуторе Полтаво-Звонарёвский ныне территория Новоаннинского района Волгоградской области в семье крестьянина. Русский. Образование начальное. Работал на заводе, а затем заведовал мастерскими Сталинградской МТС.
В Красной Армии с октября 1942 года. Участник Великой Отечественной войны с 1943 года. Принимал участие в освобождении Украины.
Телефонист взвода связи мотострелкового батальона 7-й гвардейской механизированной бригады 3-й гвардейский механизированный корпус гвардии красноармеец Степан Анисов отличился в сентябре 1943 года при форсировании Днепра в районе города Канев Черкасской области Украины.
Переправившись с передовыми группами на правый берег реки, он протянул телефонный провод за пехотинцами и установил связь командного и наблюдательного пункта батальона с ротами и огневой позицией артиллерийской батареи. В ходе контратак фашистов гвардии красноармеец Степан Анисов ещё 7 раз выходил на линию и под огнём противника успешно устранял повреждения.
Во время очередного выхода для устранения порыва заметил, как до 20 вражеских автоматчиков, укрываясь за складками местности, пытались выйти в тыл нашему подразделению. Огнём из автомата и гранатами Степан Анисов уничтожил просочившуюся группу гитлеровцев, захватил их рацию и, будучи раненым, восстановил связь. После этого он ещё несколько часов обеспечивал командный пункт связью.
Указом Президиума Верховного Совета СССР от 24 апреля 1944 года за образцовое выполнение боевых заданий командования на фронте борьбы с немецко-фашистскими захватчиками и проявленные при этом мужество и героизм, гвардии красноармейцу Анисову Степану Тимофеевичу присвоено звание Героя Советского Союза с вручением ордена Ленина и медали «Золотая Звезда» (№ 5517).
После войны С. Т. Анисов демобилизован из Вооруженных Сил СССР. Жил и работал в городе-герое Волгограде. Скончался 11 июня 1972 года.

## Награды
- Медаль «Золотая Звезда» Героя Советского Союза № № 5517 (24 апреля 1944 года)
- Ордена Ленина
- Медали, в том числе:
  - Медаль «За отвагу»
  - Медаль «За победу над Германией в Великой Отечественной войне 1941—1945 гг.»
  - Юбилейная медаль «Двадцать лет Победы в Великой Отечественной войне 1941—1945 гг.»

## Память
- Мемориальная доска в честь Героя Советского Союза С. Т. Анисова установлена на здании Еремеевской средней школы (село Еремеевка Полтавского района Омской области).